# RCW 41
RCW 41 è una nebulosa a emissione visibile nella costellazione delle Vele.
Si osserva nella parte centrale della costellazione, circa 5° a sud della stella λ Velorum; la sua debole luminosità fa sì che possa essere fotografata con l'ausilio di filtri attraverso un telescopio di media potenza. La sua declinazione fortemente australe comporta che dalle regioni boreali la sua osservazione sia particolarmente difficoltosa dalla fascia temperata inferiore, mentre oltre i 43°N diventa sempre invisibile. Dall'emisfero australe invece è osservabile per quasi tutte le notti dell'anno. Il periodo migliore per la sua osservazione nel cielo serale va da dicembre a maggio.
RCW 41 fa parte del Vela Molecular Ridge, un grande complesso di nubi molecolari giganti facenti parte del Braccio di Orione; in particolare, questa nebulosa è legata alla nube VMR A e si trova a circa 1000 parsec (circa 3260 anni luce) dal sistema solare. Alcuni autori in passato hanno tuttavia indicato per questa nebulosa valori di distanza molto maggiori, fino a 2200 parsec, ponendola di fatto al di là dei complessi nebulosi posti a 700-1000 parsec. La nebulosa si presenta di aspetto irregolare e contiene al suo interno il giovane ammasso [DBS2003] 36, composto da 62 stelle massicce di classe spettrale B visibili all'infrarosso. La principale sorgente legata all'ammasso è IRAS 09149-4743, situata al centro dell'ammasso e identificata anche come sorgente di onde radio e talvolta indicata come associata a un maser al CO: si tratta di una stella molto calda di classe spettrale B, che è anche una delle principali responsabili della ionizzazione dei gas della nube. A quest'oggetto si aggiunge una seconda stella, posta in un sotto-ammasso facente parte del precedente.
All'interno della nube vi è anche una regione H II ultracompatta del diametro di 6,5', al cui interno si trova un maser ad acqua ed uno a metanolo; in particolare quest'ultimo è un importante rivelatore della presenza di fenomeni di formazione di stelle di grande massa, essendo un oggetto caratteristico delle nubi di gas ionizzato ultracompatte in cui hanno luogo questo genere di fenomeni.
RCW 41 è il corpo principale della regione di formazione stellare catalogata come SFR 270.26+0.80 e indicata nel catalogo Avedisova del 2002 con la sigla Avedisova 2224.